# Championnats d'Afrique de beach-volley
Les Championnats d'Afrique de beach-volley sont une compétition sportive où s'affrontent des équipes nationales de beach-volley du continent africain. La compétition combine les tournois masculin et féminin, et est organisée par la Confédération africaine de volley-ball (CAVB).
La compétition est qualificative pour les Championnats du monde de beach-volley.

## Médaillés

### Hommes
| Année | Ville organisatrice | Or                                     | Argent                                           | Bronze                                          |
| ----- | ------------------- | -------------------------------------- | ------------------------------------------------ | ----------------------------------------------- |
| 2015, | La Goulette         | Tunisie                                | Afrique du Sud                                   | Ghana                                           |
| 2017, | Maputo              | Maroc Mohamed Abicha Zouheir El Graoui | Afrique du Sud                                   | Mozambique                                      |
| 2019  | Abuja               | Maroc Mohamed Abicha Zouheir El Graoui | Rwanda Patrick Kavalo Akumuntu Olivier Ntagengwa | Mozambique Délcio Soares Aldevino Nguvo         |
| 2022  | Agadir              | Maroc Mohamed Abicha Zouheir El Graoui | Mozambique Ainadino Martinho Jorge Monjane       | Mozambique José Alberto Mondlane Osvaldo Mungoi |
| 2025  | Tétouan             | Maroc Soufiane El-Gharouti Anass Saber | Maroc Zouheir El Graoui Iliyas Lazar             | Mozambique José Alberto Mondlane Osvaldo Mungoi |

### Femmes
| Année | Ville organisatrice | Or                                                  | Argent                                    | Bronze                                             |
| ----- | ------------------- | --------------------------------------------------- | ----------------------------------------- | -------------------------------------------------- |
| 2015, | La Goulette         | Maroc                                               | Nigeria                                   | Afrique du Sud                                     |
| 2017, | Maputo              | Rwanda Charlotte Nzayisenga Denyse Mutatsimpundu    | Maroc                                     | Kenya                                              |
| 2019  | Abuja               | Égypte Doaa Elghobashy (en) Farida El Askalany (en) | Maurice Liza Bonne Nathalie Létendrie     | Rwanda Charlotte Nzayisenga Benitha Mukandayisenga |
| 2022  | Agadir              | Maroc Imane Zeroual Nora Darrhar                    | Maroc Mahassine Siad Imane Yakki          | Mozambique Vanessa Muianga Ana Sinaportar          |
| 2025  | Tétouan             | Maroc Mahassine Siad Dina El Ghazoui                | Mozambique Vanessa Muianga Mercia Mucheza | Nigeria Pamela Bawa Esther Mbah                    |